# Stazione di Forenza
Stazione di Forenza vasútállomás Olaszországban, Forenza településen.

## Vasútvonalak
Az állomást az alábbi vasútvonalak érintik:
- Foggia-Potenza-vasútvonal

## Kapcsolódó állomások
A vasútállomáshoz az alábbi állomások vannak a legközelebb:
- Stazione di Filiano
- Stazione di Rionero-Atella-Ripacandida